# پارکدیل (آرکانزاس)
پارکدیل (آرکانزاس) (به انگلیسی: Parkdale, Arkansas) یک شهر در ایالات متحده آمریکا با جمعیت ۲۷۷ نفر است که در آرکانزاس واقع شده‌است.

## موقعیت جغرافیایی
موقعیت جغرافیایی شهرها و مناطق اطراف به شرح زیر است: